# Хрисипп (сын Пелопа)
Хрисипп (др.-греч. Χρύσιππος) — персонаж древнегреческой мифологии. Побочный сын  Пелопа, сына Тантала. Из-за его красоты в него влюбился фиванский царь Лаий и на играх в Немее похитил юношу, который затем был обесчещен. Пелоп, угрожая войной Фивам, потребовал его обратно. По другому рассказу, Лаий увез его на колеснице в Фивы, и там Хрисипп покончил с собой. По Гигину, его похитил Тесей.
По другой версии мифа, Хрисиаппа убили Атрей и Фиест по наущению дочери Эномая Гипподамии (либо только Атрей).
Возможно, был упомянут у Гесиода. Возможно, существовала трагедия Софокла «Гипподамия», но в списке трагедий её нет. Именуется возлюбленным бога (возможно, ошибка).
Действующее лицо трагедии Еврипида «Хрисипп», пьесы Диогена «Хрисипп», трагедий Ликофрона, неизвестного автора и Акция «Хрисипп», комедии Страттида «Хрисипп» (ни одна из них не сохранилась).